# Autograf De revolutionibus Mikołaja Kopernika

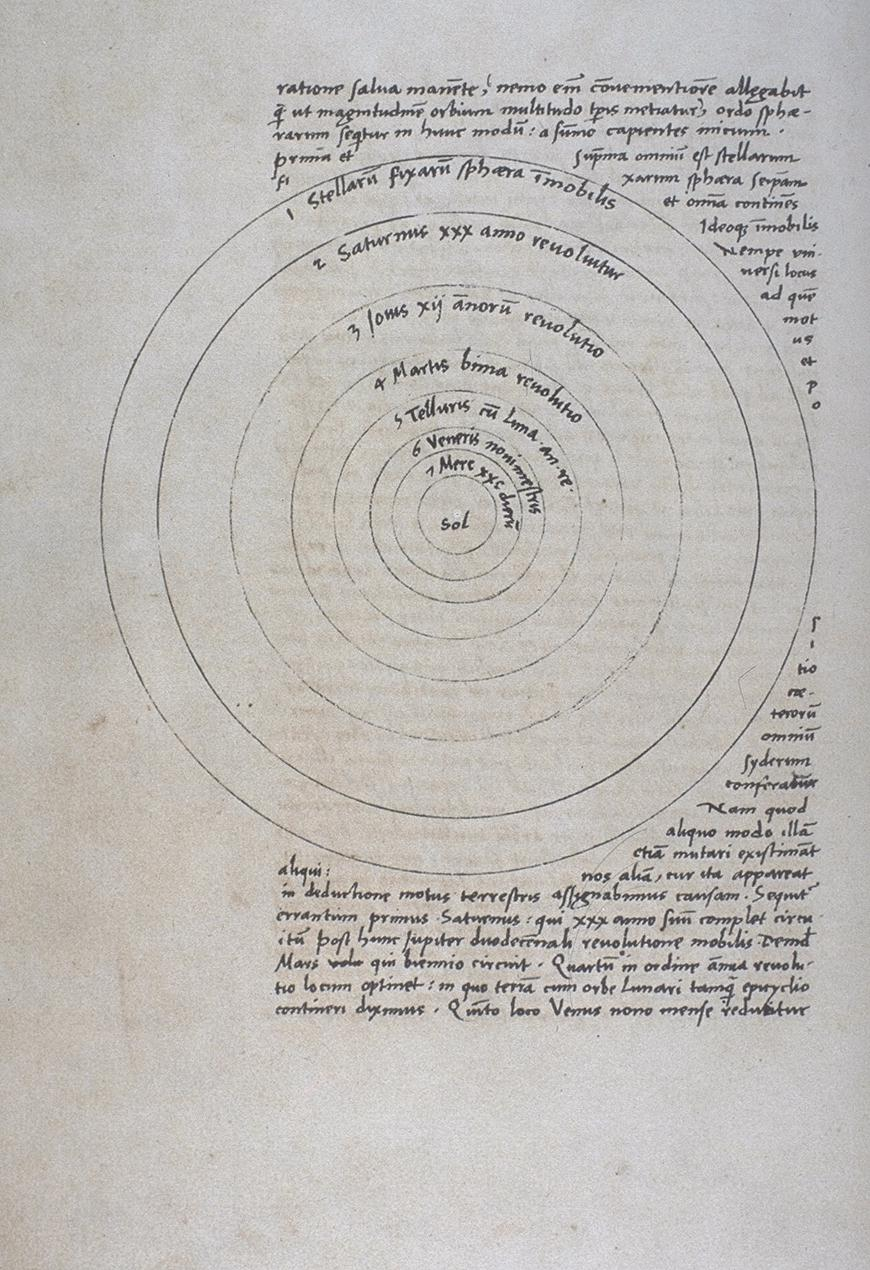
Karta 9 verso autografu De revolutionibus, zawierająca rysunek heliocentrycznego Układu Słonecznego

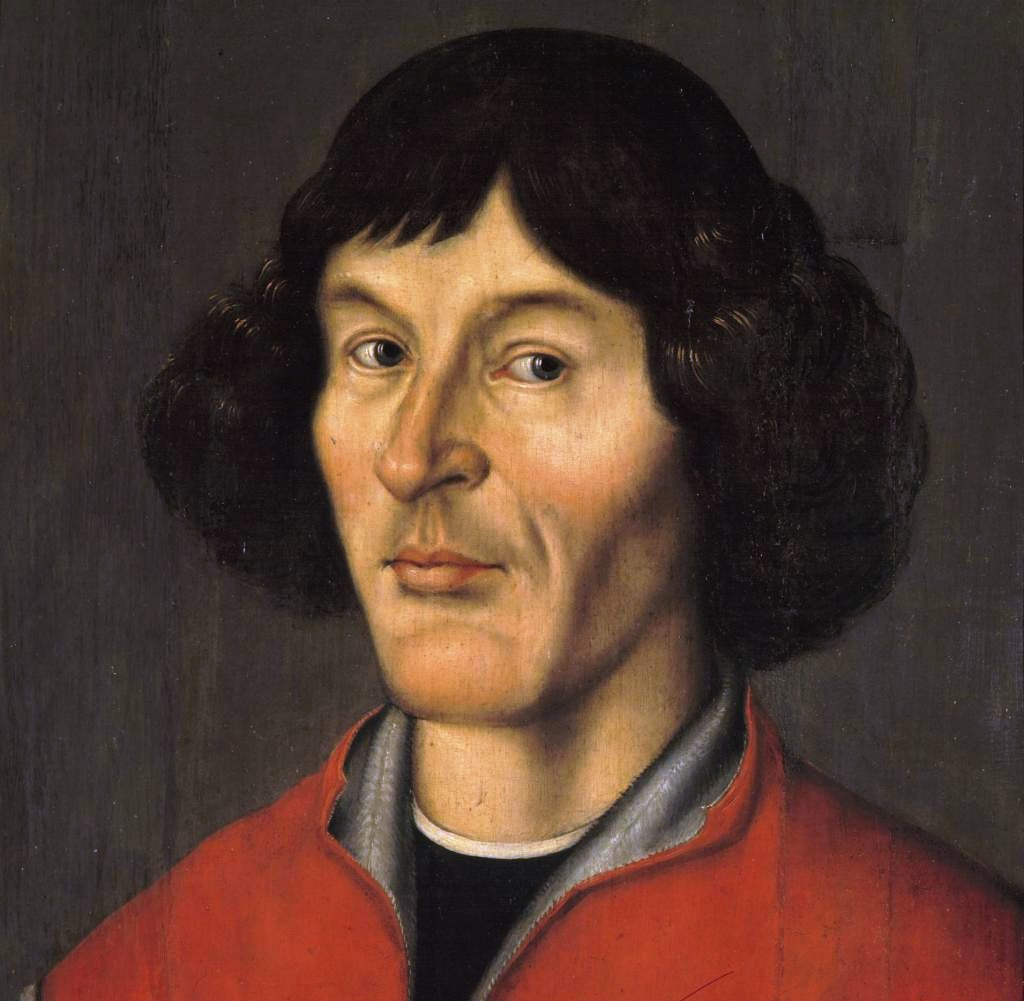
Mikołaj Kopernik – autor De revolutionibus

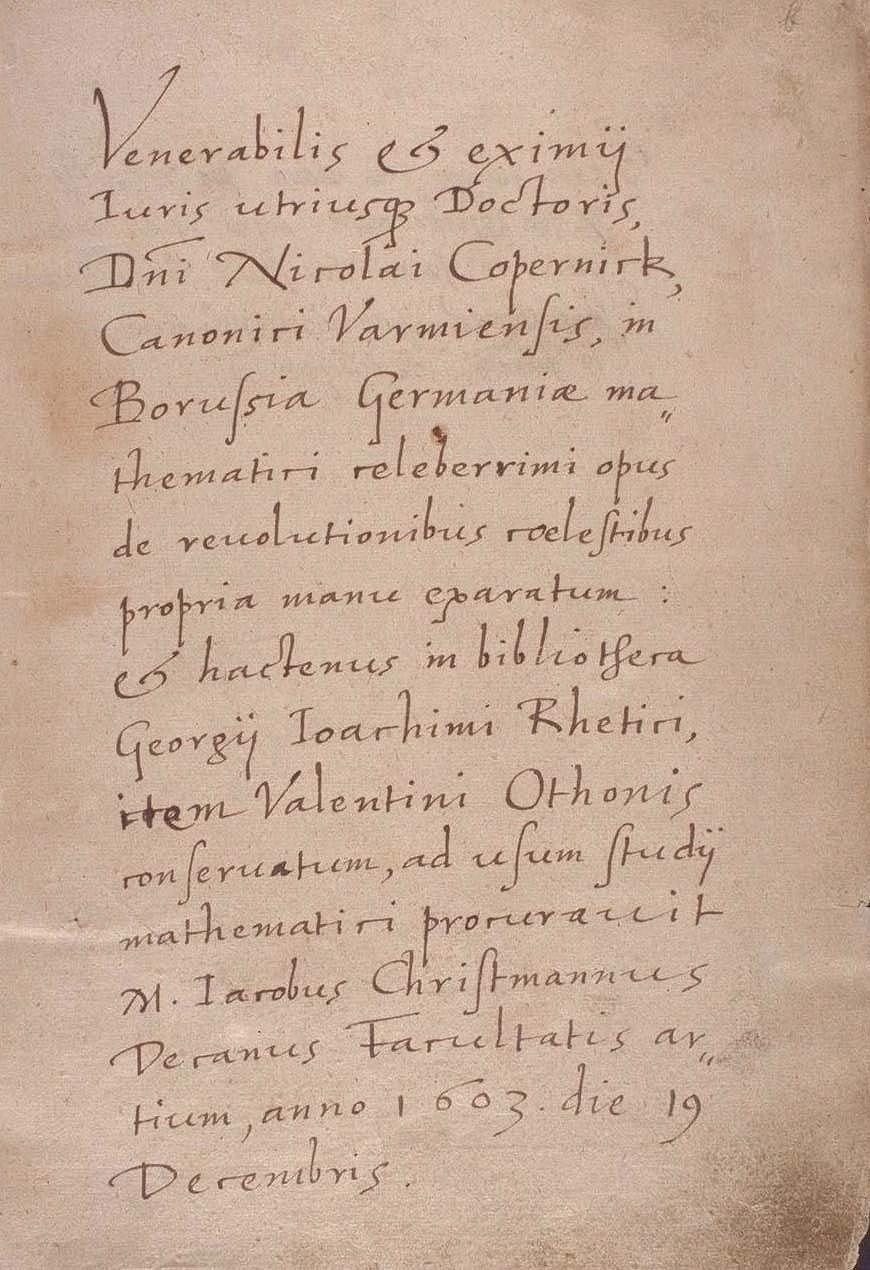
Karta b recto autografu De revolutionibus z zapisem Jakuba Christmanna

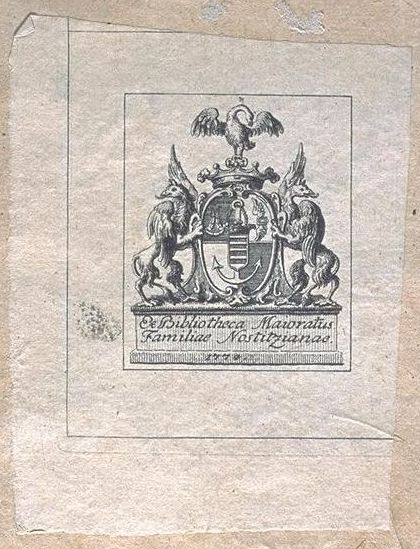
Exlibris Biblioteki Nostitzów w autografie De revolutionibus

Autograf De revolutionibus Mikołaja Kopernika – rękopis sześciu ksiąg De revolutionibus orbium coelestium (1543) Mikołaja Kopernika spisany w latach 1520–1541, od 1956 przechowywany w Bibliotece Jagiellońskiej w Krakowie (sygn. 10 000).
Autograf napisał własnoręcznie Mikołaj Kopernik łaciną i greką, używając kursywy humanistycznej. Rękopis liczy 213 papierowych kart formatu 28 × 19 centymetrów, 2 wyklejki i 4 karty ochronne. Oprawa rękopisu pochodzi z początku XVII wieku i złożona jest z tektury sklejonej z makulatury i pergaminowego dokumentu z XVI wieku.
Jest to obiekt unikatowy w skali światowej, wpisany w 1999 roku na listę UNESCO Pamięć Świata (ang. Memory of the World). Jest to też najcenniejszy i najsławniejszy autograf przechowywany w zbiorach Biblioteki Jagiellońskiej Uniwersytetu Jagiellońskiego, której własność stanowi od 1956.
Tekst autografu, który opublikowany został po raz pierwszy w 1543 w Norymberdze, w pierwszym wydaniu De revolutionibus orbium coelestium, z historycznego punktu widzenia zrewolucjonizował postrzeganie Wszechświata i był momentem wyjścia dla nowożytnej astronomii i nowożytnej nauki.

## Opis rękopisu
Autograf zawiera tekst sześciu ksiąg autorstwa Mikołaja Kopernika składających się na dzieło De revolutionibus.
| Lp. | Numer księgi | Karty wchodzące w skład księgi   |
| --- | ------------ | -------------------------------- |
| 1   | Księga I     | 1 – 26                           |
| 2   | Księga II    | 26 verso – 70 verso              |
| 3   | Księga III   | 71 – 106                         |
| 4   | Księga IV    | 106 verso – 141 verso            |
| 5   | Księga V     | 142 – 188, 197 verso – 201 verso |
| 6   | Księga VI    | 188 verso – 197, 203 – 212 verso |

Karta 1 zawiera incipit: (I)nter multa ac varia litteraturum artiumaque studia, karta 1 verso: Capitulum primum. Quod mundus sit sphaericus. Principio advertendum nobisest globusm est mundum. 
Karta 212 verso zawiera explicit: remanebit praepollens latitudo quaesita.

### Noty proweniencyjne
Wyklejka przedniej okładki zawiera ekslibris z herbem rodziny Nostitzów i napisem:

Ex Bibliotheca Maioratus Familiae Nostitzianae 1774

Poniżej ekslibrisu znajduje się zapisek dokonany atramentem na poprzednim, dokonanym ołówkiem, o następującej treści:

Das Manuscript enthält: 212 Blätter, ausserdem 3 Vorblätter von denen das 1-e leer ist, das 2-e die Aufzählung der verschiedenen Eigenthümer und das 3-e Blatt den Namhen Otto F. v. Nostitz

Wklejona karta b zawiera zapisek przypisywany Jakubowi Christmannowi:

Venerabilis et eximii Iuris utriusque Doctoris, Dni Nicolai Copernick Canonici Varmiensis, in Borussia Germaniae mathematici celeberrimi opus de revolutionibus coelestibus propria manu exparatum et haectenus in bibliotheca Georgii Ioachimii Rhetici item Valentini Othonis conservatum, ad usum studii mathematici procurauit M. Iakobus Christmannus Decanus Facultatis artium, anno 1603, die 19 Decembris

Karta b verso zawiera zapisek Jan Amosa Komeńskiego:

Hunc librum a vidua pie defuncti M. Jac. Cristmanni digno redemptum pretio, in suam transtulit Bibliothecam Johannes Amos Nivanus: Anno 1614. 17 Januarii. Heidelbergae.

Na karcie c znajduje się podpis" Otto F. v. Nostitz mp.

### Papier
Rękopis składa się z czterech rodzajów papieru z charakterystycznymi znakami wodnymi określanymi w literaturze literami: C, D, E, oraz F. Symboli tych użyli w swoich opisach Ludwik Birkenmajer, a za nim jego syn Aleksander Birkenmajer.
| Lp. | Oznaczenie | Cechy charakterystyczne                                      | Przykład | Pochodzenie papieru                     |
| --- | ---------- | ------------------------------------------------------------ | -------- | --------------------------------------- |
| 1   | Papier C   | znak wodny – wąż z kwiatonem                                 | papier C | ok. 1520-1525, przypuszczalnie Holandia |
| 2   | Papier D   | znak wodny – ręka z rozstawionymi palcami pod koroną         | papier D | ok. 1523-1530, przypuszczalnie Francja  |
| 3   | Papier E   | znak wodny – litera P z umieszczonym nad nią kwiatonem       | papier E | ok. 1537-1540, Maastricht (Holandia)    |
| 4   | Papier F   | znak wodny – ręka ze zwartymi palcami z trójlistną koniczyną | papier F | 1538 Osnabrück, 1540 Lotaryngia         |

Papiery różnych rodzajów występują w rękopisie w sposób nieregularny.

#### Papier rodzajuC
Papier C jest najstarszym użytym w rękopisie. Jego znak wodny przedstawia dość grubego węża, przypominającego postawą i wygięciem konika morskiego, którego pysk wygięty jest poza oś, w stronę marginesu, ogon zaś w przeciwnym kierunku, choć jego koniec jest również skierowany w stronę marginesu. Na głowie węża znajduje się kwiaton z trzema liliami przypominający koronę, a z pyska wystaje język skierowany ku górze i zakończony ostrzem o kształcie grota. Ciało węża podzielone jest linią grzbietową na dwie części, które z kolei podzielone są na segmenty ukośnymi liniami poziomymi opadającymi w dół. W katalogu Briqueta znak najbardziej podobny skatalogowany jest pod nr 10 738.
Jak ustalono, znak ten występował często na papierach z południowej Francji, Hiszpanii i Włoch w XV i XVI wieku. Najbardziej jednak podobne do występujących w rękopisie De revolutionibus odkryto na papierze znanym z Middelburga z 1525. Tamże odkryto także nieco wcześniejszy papier, ze znakiem wodnym odznaczającym się analogicznym przedstawieniem języka węża, datowanym na 1520.
Datowanie papieru umożliwia także fakt, że tekst pisany na papierze C, na karcie 88 verso omawia obserwację astronomiczną dokonaną przez Kopernika 11 marca 1516. Występowanie papieru C kończy się na karcie 89.

#### Papier rodzajuD
Papier D zawiera znak wodny przedstawiający rękę wychylającą się z krezy o 9 wypustkach, z uniesionymi do góry i rozłożonymi palcami, umieszczoną pod koroną. Papier ten nie jest dobrego gatunku. Analiza znaków wodnych w podobnym papierze dowiodła jego pochodzenia z miejscowości Tulle we Francji, z lat 1523 i 1526. Przypuszczalnie papier ten dotarł do rąk Kopernika przez Holandię, podobną drogą, jak papier C. W katalogu Briqueta znaki najbardziej podobne skatalogowane są pod nr 10 944 oraz 10 946.
Na papierze D Kopernik podał informacje i komentarze z obserwacji astronomicznych z 27 września 1522 (karta 128), 22 lutego 1523 (karta 166) i 12 marca 1529 (karta 173). Przyjmuje się, że papier ten używany był przez Kopernika w latach 1523-1533. Papier D występuje pomiędzy kartami 9 i 192.

#### Papier rodzajuE
Papier E zawiera znak wodny w kształcie litery P, z umieszczonym nad nią kwiatonem. Znak ten jest prawie identyczny ze znanym z Maastricht z 1540. Papier ten dotarł do Kopernika jednak wcześniej, ponieważ napisał on już listy w sierpniu 1537 i marcu 1539, a obszerne fragmenty rękopisu powstały na tym papierze przed rokiem 1540. Papier E występuje pomiędzy kartami 22 i 213. W katalogu Briqueta znak najbardziej podobny skatalogowany jest pod nr 8 698.

#### Papier rodzajuF
Papier F zawiera znak wodny podobny do znaku na papierze D. Jest to ręka z rozprostowanymi palcami z rękawem zakończonym okrągłym wywinięciem, nad którą jest trójlistna koniczyna. Znak ten został zidentyfikowany w pełnej zgodności z innymi znakami na papierach z Osnabrück z 1538 i z Lotaryngii z 1540. Tego samego papieru Kopernik użył w liście do księcia Albrechta pruskiego z 15 czerwca 1541. Karty z papieru F zostały zatem użyte w latach 1540 lub 1541.
W katalogu Briqueta znak najbardziej podobny skatalogowany jest pod nr 11 466.
Znak ten występuje tylko raz – na karcie 24, ale papier F został użyty trzykrotnie – na karty 24, 25 i 209.

### Składki
Blok papieru, w którym zachowany jest autograf Kopernika, dzieli się na 21 składek, które zostały oznaczone XVI wieku kolejnymi literami alfabetu łacińskiego od a do x. Numeracja kart w poszczególnych składkach została naniesiona prawdopodobnie około 1854 w Bibliotece Nostitzów, z tego samego roku pochodzi bowiem umieszczone pod ekslibrisem zestawienie liczby i kompletności występujących w rękopisie kart.
| Lp. | Oznaczenie składki | Rodzaje papieru | Numery kart | Rodzaj składki | Układ kart | Nieregularności              |
| --- | ------------------ | --------------- | ----------- | -------------- | ---------- | ---------------------------- |
| 1   | a                  | C, D            | 1 – 9       | kwinternion    | składka a  | wycięta karta 0              |
| 2   | b                  | D               | 10 – 19     | kwinternion    | składka b  |                              |
| 3   | c                  | D, E, F         | 20 – 31     | seksternion    | składka c  |                              |
| 4   | d                  | D, E            | 32 – 39     | kwarternion    | składka d  |                              |
| 5   | e                  | C, D, E         | 40 – 51     | seksternion    | składka e  |                              |
| 6   | f                  | C               | 52 – 61     | kwinternion    | składka f  |                              |
| 7   | g                  | C               | 62 – 70     | kwinternion    | składka g  | wycięta karta 69 bis         |
| 8   | h                  | C, E            | 71 – 82     | seksternion    | składka h  |                              |
| 9   | i                  | C, D, E         | 83 – 94     | seksternion    | składka i  |                              |
| 10  | k                  | D, E            | 95 – 104    | kwinternion    | składka k  |                              |
| 11  | l                  | D, E            | 105 – 114   | kwinternion    | składka l  |                              |
| 12  | m                  | D, E            | 115 – 124   | kwinternion    | składka m  |                              |
| 13  | n                  | D               | 125 – 134   | kwinternion    | składka n  |                              |
| 14  | o                  | D, E            | 135 – 144   | kwinternion    | składka o  |                              |
| 15  | p                  | D, E            | 145 – 154   | kwinternion    | składka p  | wycięta i wklejona karta 146 |
| 16  | q                  | D, E            | 155 – 164   | kwinternion    | składka q  |                              |
| 17  | r                  | D, E            | 165 – 174   | kwinternion    | składka r  |                              |
| 18  | s                  | D, E            | 175 – 184   | kwinternion    | składka s  |                              |
| 19  | t                  | D, E            | 185 – 194   | kwinternion    | składka t  |                              |
| 20  | v                  | E               | 195 – 202   | kwarternion    | składka v  |                              |
| 21  | x                  | E, F            | 203 – 213   | seksternion    | składka x  | wycięta karta 206 bis        |

Oznaczenie składek literami nastąpiło w końcowej fazie redagowania autografu. Aleksander Birkenmajer wyraził pogląd, że Kopernik przez długie lata pracy nad autografem zupełnie się obywał bez jakiejkolwiek numeracji jego kart, czy zeszytów.
Sygnatury literowe składek, z wyjątkiem litery a na karcie 1 zostały naniesione przez Kopernika w roku 1539.
Badacze zwrócili szczególną uwagę na brak pierwszej karty z papieru D w składce a, którą bardzo starannie wycięto – niemal bez widocznego śladu, a jej pozostawiony brzeg został przyklejony do poprzedzającej karty ochronnej.
Aleksander Birkenmajer skłania się do poglądu, że karta, którą umownie nazwał zerową, stanowiła przez jakiś czas kartę tytułową dzieła Kopernika. Przypuszczalnie karta została usunięta podczas oprawiania rękopisu, w 1603, albo 1604 w Heidelbergu.
Nieznana pozostaje treść karty zerowej. Nie wiadomo, czy zawierała tylko tytuł pisany ręką Kopernika, czy być może dedykację lub zapiski o historii autografu, czy jego kolejnych właścicielach. Nie można też wykluczyć, że na karcie zerowej znalazły się jakieś rażące uszkodzenia, plamy, albo budzące wątpliwości notatki. Sama struktura autografu i zmiany, jakie dokonywał w poszczególnych składkach Kopernik, wskazywać mogą na to, że gdyby to sam Kopernik usunął kartę zerową, dokonałby zastąpienia jej inną kartą i poprawy treści na niej zawartych.
Kopernik wprowadzał częste zmiany w budowie składek. Najczęściej wymieniał i przepisywał arkusze, a czasami dodawał dodatkowe karty w obrębie składki. Z tego wynika, że w różnych składkach spotyka się rozmaite rodzaje papieru, pochodzące z różnych okresów jego pozyskania.

### Pismo

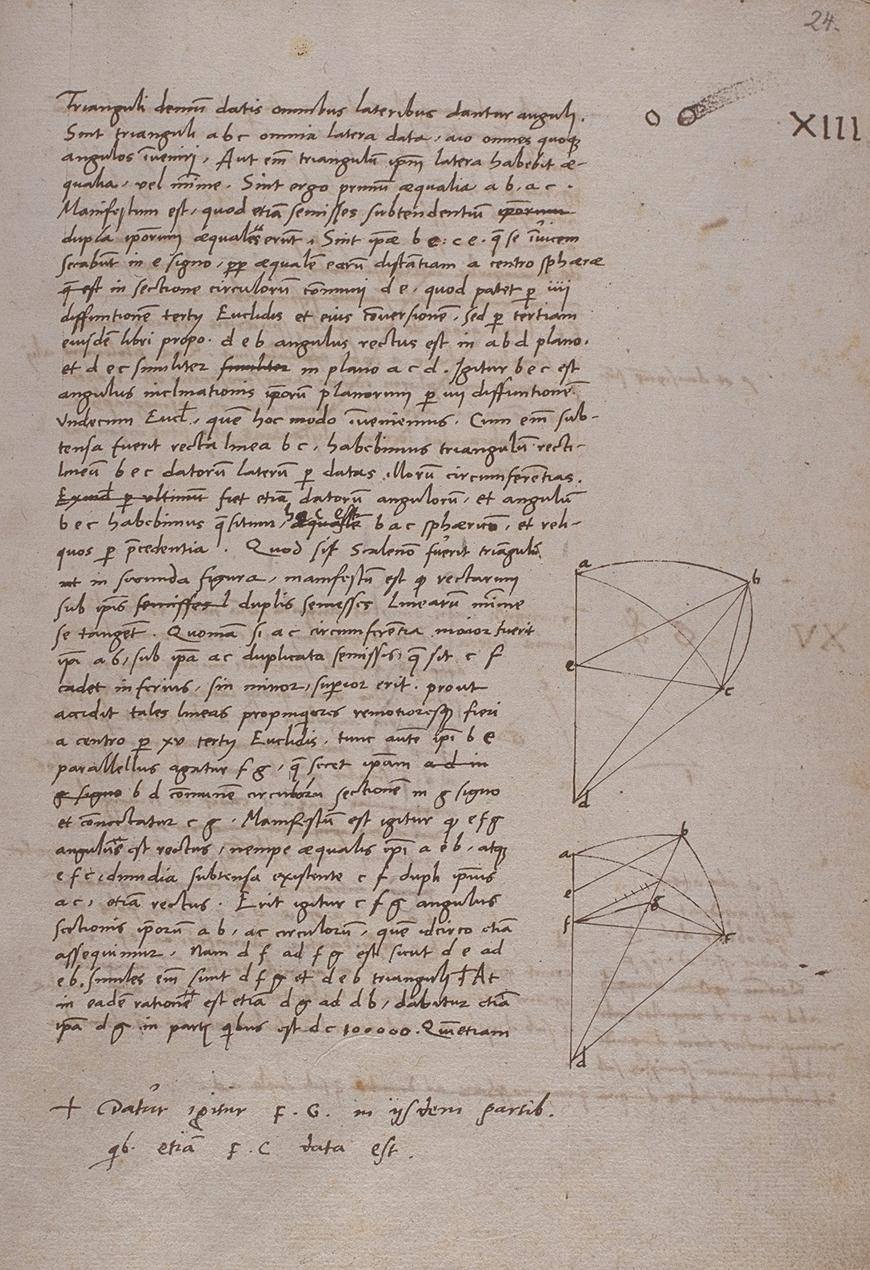
Karta 24 recto autografu De revolutionibus, z marginaliami Jerzego Joachima Retyka

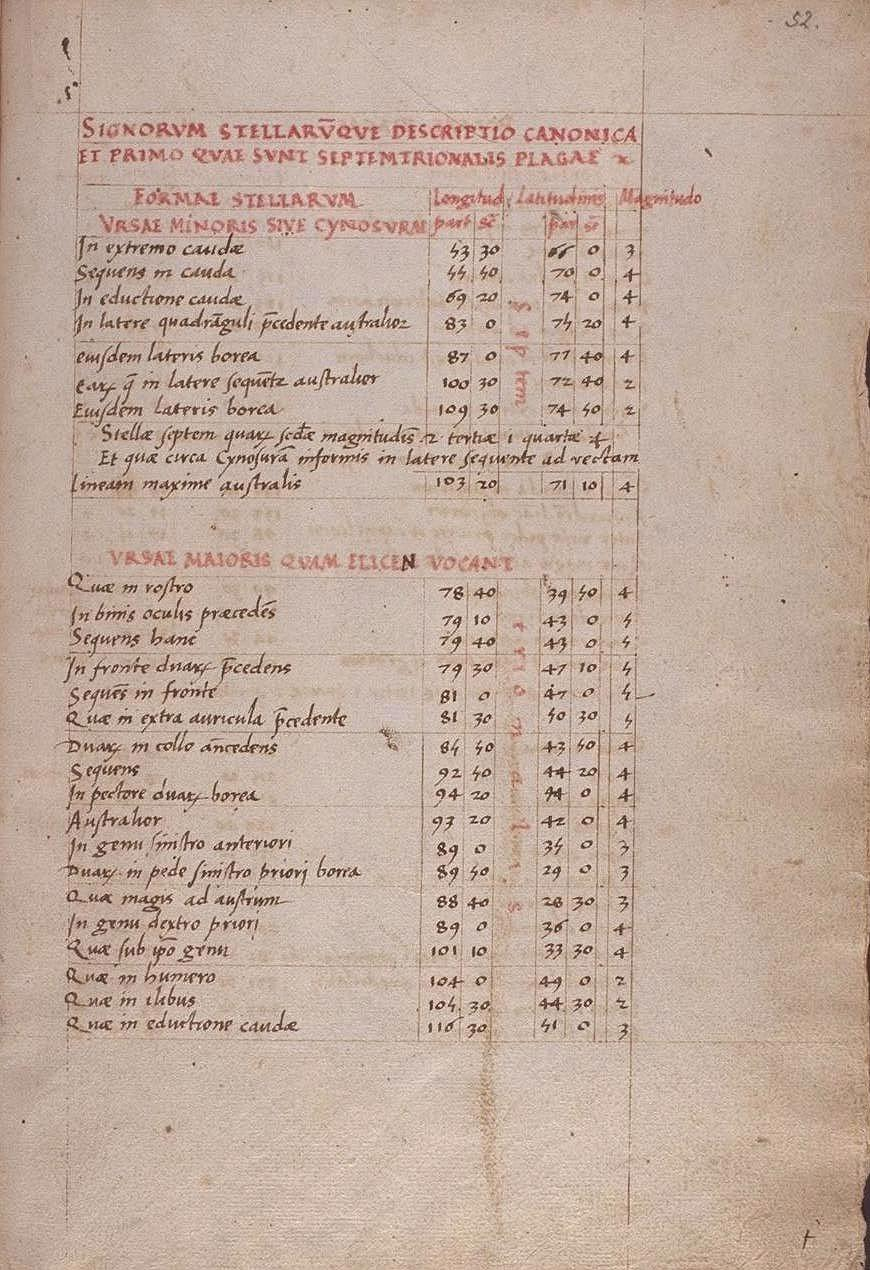
Karta 52 recto autografu De revolutionibus, katalogowy opis konstelacji i gwiazd

Autograf napisany jest ręką Mikołaja Kopernika, kursywą humanistyczną. Na kartach 21, 24, 71, 72, 188 i przypuszczalnie 87 verso i 187 verso znajdują się marginalia i zapiski interlinearne wykonane przez Jerzego Joachima Retyka. Karty 107 verso i 109 zawierają marginalia – dwa wyrazy napisane w XVII wieku, przypisywane Jakubowi Christmannowi.
Jednym z podstawowych dowodów na poparcie tezy, iż jest to autograf odręczny Mikołaja Kopernika stanowi zapisek przypisywany Jakubowi Christmannowi: Nicolai Copernik [...] opus [...] propria manu exaratum.
Dla potwierdzenia bądź wykluczenia autentyczności pisma Mikołaja Kopernika przeprowadzono badania różnych autografów Kopernika, w tym w szczególności biorąc pod uwagę jako materiał porównawczy, niebudzące wątpliwości co do autentyczności, jak i autorstwa, listy Kopernika.
Do tej ekspertyzy wybrano 6 własnoręcznych listów Mikołaja Kopernika napisanych do Jana Dantyszka, które zachowały się Krakowie i przechowywane są w Muzeum Narodowym w Krakowie. Listy te powstały w ciągu trzech lat – 1536 i 1539, pomiędzy 63 i 66 rokiem życia Kopernika i zawierają jego imienny podpis oraz datę. Podpis i pismo są bez wątpienia oryginalne.
Za materiał porównawczy do De revolutionibus uznano też własnoręcznie przez Kopernika sporządzone i podpisane notatki dające próbki jego pisma z lat 1503, 1511, 1512, 1513, 1518, 1521 i 1529. Notatki te, niebudzące żadnych wątpliwości co do autorstwa, ani autentyczności zachowały się w rachunkach kapituły warmińskiej oraz we wpisach lokacyjnych Locationes mansorum desertorum. Ich chronologia uzupełnia chronologię objętą listami Kopernika.
Z zestawienia przykładów pisma Kopernika z lat 1503–1541, czyli napisanego pomiędzy 30 a 68 rokiem życia wynika, że jest to pismo człowieka dojrzałego, o wyrobionych formach, bez większych różnic zależnych od chronologii. Nie ma w tych przykładach niewyrobionego pisma młodzieńczego, ani nawet w czasie późniejszym – pisma starego człowieka.
Birkenmajer podczas badań nad autografem De revolutionibus rozpoznał pewne różnice zależne od szybkości, z jaką Kopernik pisał. Przez autograf przewijają się dwa dukty pisma: pospieszna, choć kształtna i dobrze czytelna kursywa oraz pismo spokojniejsze, bardziej pionowe, które jest typową humanistyczną antykwą.
Najbardziej rzucają się w oczy charakterystyczne kształty liter, ich nachylenie, elementy kursywności, rozmach pisma, kierunek prowadzenia pióra, odstępy linii i marginesów. Analiza wykazała także, że w pewnych okresach i utrwalonych w nich zapisach autografu niektóre cechy utrwaliły się.
Kopernik nie przestrzegał zwyczaju stałej liczby wierszy, jaki stosowali współcześni mu zawodowi kopiści czystopisów. Liczba wierszy na stronie waha się pomiędzy 37 a 43. Blok tekstu ma przeciętnie 19 centymetrów szerokości i 28 centymetrów wysokości.
Tekst autografu zasadniczo napisany jest atramentem w odcieniach od brązowego do pełnej czerni. Czerwony atrament zastosowany został w tabelach wykreślonych na przestrzeni kart 15 verso do 70 verso.
Badający autograf podkreślają, że sposób notacji wskazuje na zamiłowanie piszącego do ładu, czystości i harmonijnego rozkładania kolumn tekstu i towarzyszących mu rysunków. Pomimo tego, że rękopis ma estetyczną formę, odnaleziono także dziwne omyłki. Na przestrzeni kart od 125 do 175 w co najmniej 6 miejscach Kopernik błędnie napisał wyraz iusta zamiast iuxta. Błąd ten określono jako ciekawy przypadek utrwalania się raz popełnionej pomyłki i nieświadomego powtarzania błędu.
Na czysto i starannie zapisanych kartach występuje wiele plam i kleksów atramentowych rozmaitej wielkości. Z ich rozmieszczenia wywiedziono, że powstały one w okresie późniejszych skreśleń i poprawek dokonywanych w pośpiechu.
Na uwagę zasługują także rysunki wykonane geometryczne, których w całym rękopisie jest 162, rozmieszczonych na 129 stronach. Rysunki również wykonane są ręką Mikołaja Kopernika, o czym świadczy krój liter użytych do ich oznaczania. Rysunki są wykonane starannie, przy użyciu cyrkla i linijki, choć czasem zdarzają się drobne usterki. Kopernik obficie używa też linii w tablicach astronomicznych, które występują na 118 stronach rękopisu.
Konkuzją przeprowadzonych badań było stwierdzenie, że pismo rękopisu De revolutionibus jest – z wyjątkiem drobnych zapisków obcych – własnoręcznym autografem Mikołaja Kopernika.

### Oprawa
W czasie pracy nad autografem De revolutionibus gromadzone przez Kopernika składki i karty nie posiadały oprawy. Przypuszczalnie – zgodnie ze zwyczajami panującymi w tamtej epoce – Kopernik przechowywał luźne składki swojej pracy w osłonie w postaci worka, koperty lub teczki ze skóry bądź pergaminu. Mogła to też być skrzynka albo pudło. Wskazuje na to znacznie większe przybrudzenie zewnętrznych kart składek, co było efektem oddzielnego ich przechowywania.
Okładka rękopisu składa się z 4 kart ochronnych (a, b, c oraz d) i 2 wyklejek. Słuszniej jednak uznaje się, że rękopis posiada wyklejkę i kartę ochronną a na początku oraz kartę ochronną e i wyklejkę na końcu, bowiem karty b i c nie są ściśle kartami ochronnymi, ale zastępującymi kartę tytułową.
Karta a została wykonana z papieru A, zaś karty b, c i e z papieru B.
Znak wodny papieru A przedstawia dużą literę P, rozdwojoną u dołu, z umieszczoną nad nią rozetą w postaci czteropłatowego kwiatu na pojedynczym pręcie. Pod literą jest słabo widoczny rysunek przedmiotu – trąbki albo szyszki. W katalogu Briqueta znak najbardziej podobny skatalogowany jest pod nr 8833.
Znak wodny papieru B przedstawia tarczę herbową przeciętą poziomym pasem, nad którą znajduje się stercząca w górę laska opatrzona trójlistną koniczyną, oplecioną przez węża wystawiającego długi język. W katalogu Briqueta znak najbardziej podobny skatalogowany jest pod nr 1451.
Papiery te pochodzą z lat 1580–1600, z papierni wirtemberskich.
Podczas prac konserwatorskich, po zdjęciu wyklejki okazało się, że okładka wykonana z tektury składającej się z masy pergaminowej pod pergaminową oprawą zewnętrzną zawiera pergaminowy dokument cesarza Maksymiliana II z 1566 oraz korektową odbitkę druku De inquisitione Hispanica, Heidelberg 1603.
Fakt, że wewnątrz okładki znalazły się karty korektorowe książki wydanej w 1603 roku, dowodzi, że oprawa z pewnością nie była wykonana przed tym rokiem, a jednocześnie jej wykonanie nie mogło być zbyt odległe od przełomu 1603/1604.
Rękopis przed oprawą z 1603/4 nie był zszywany ani obcinany, a obecna oprawa jest jego oprawą pierwszą.

## Historia rękopisu

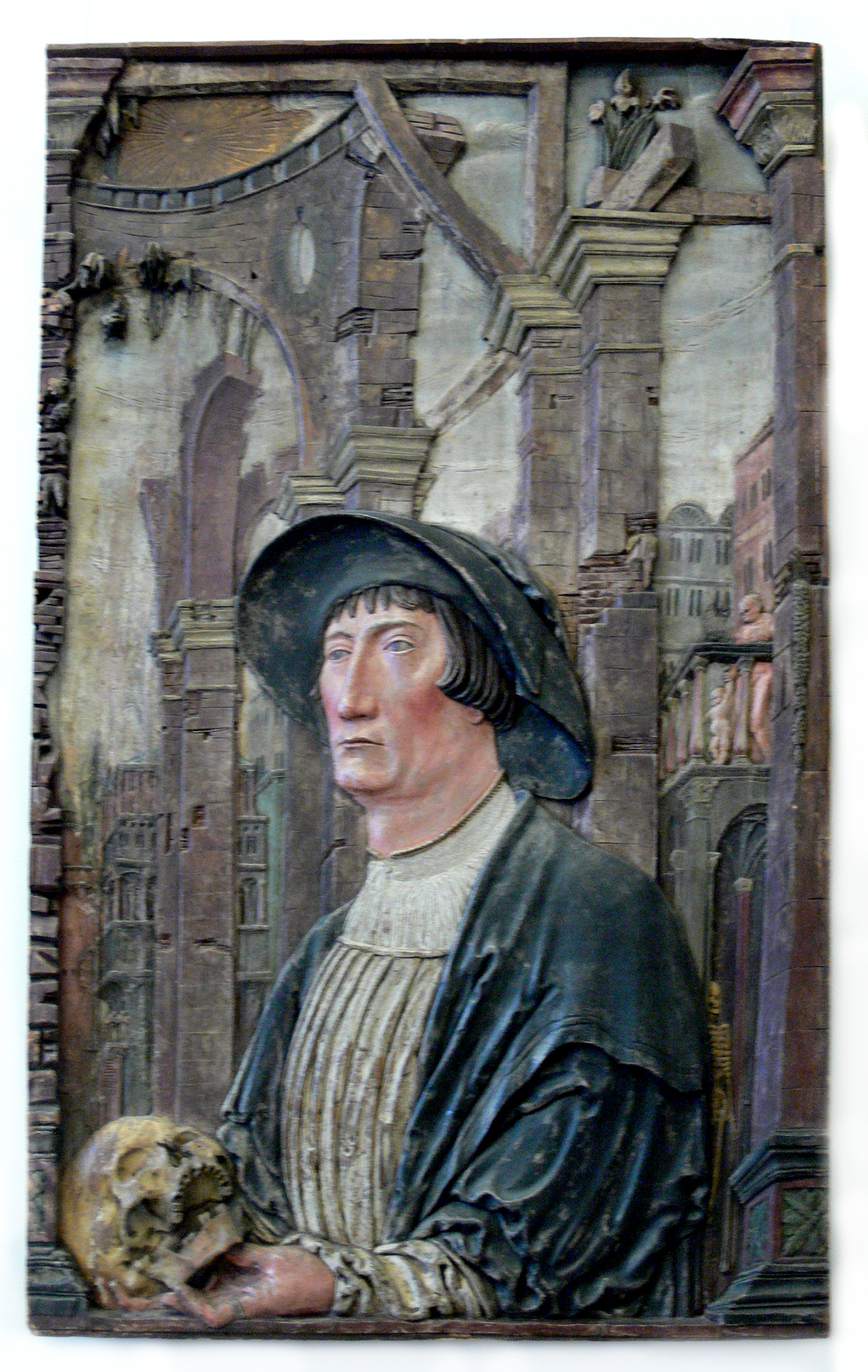
Tiedemann Giese

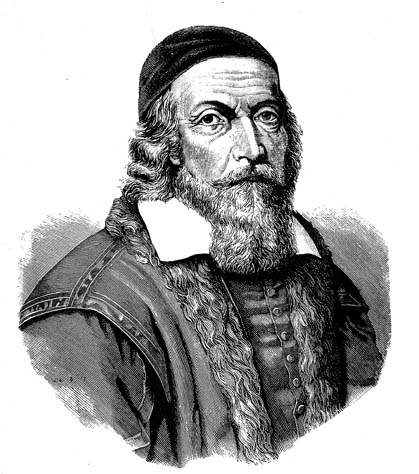
Jan Ámos Komenský

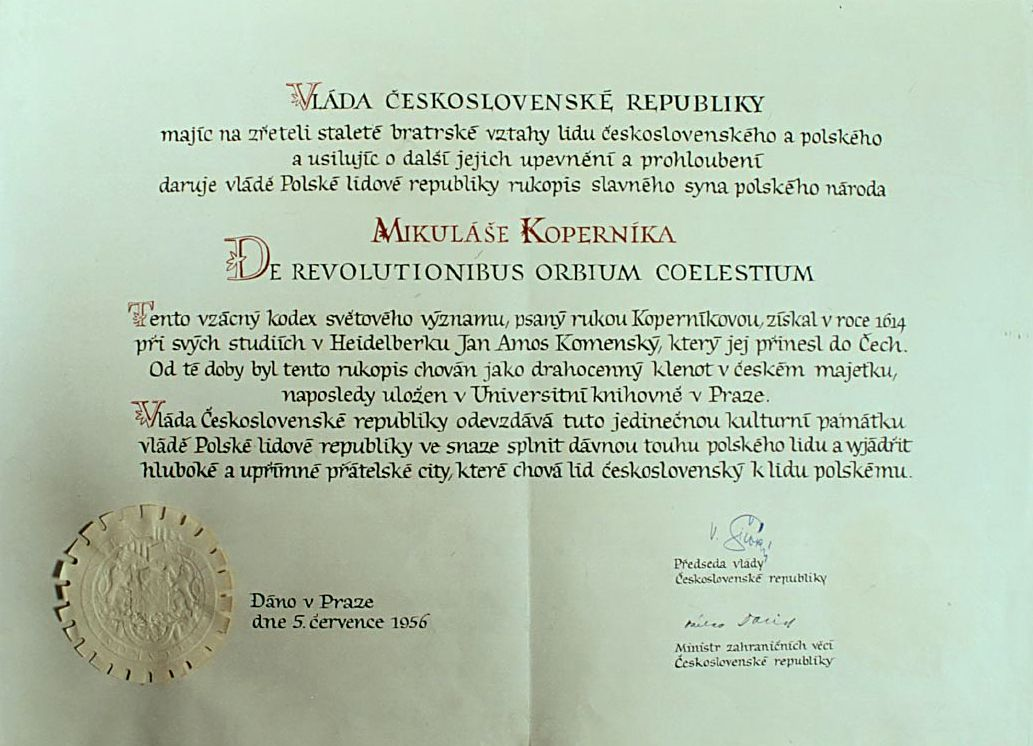
Akt przekazania w darze rękopisu De revolutionibus Polsce

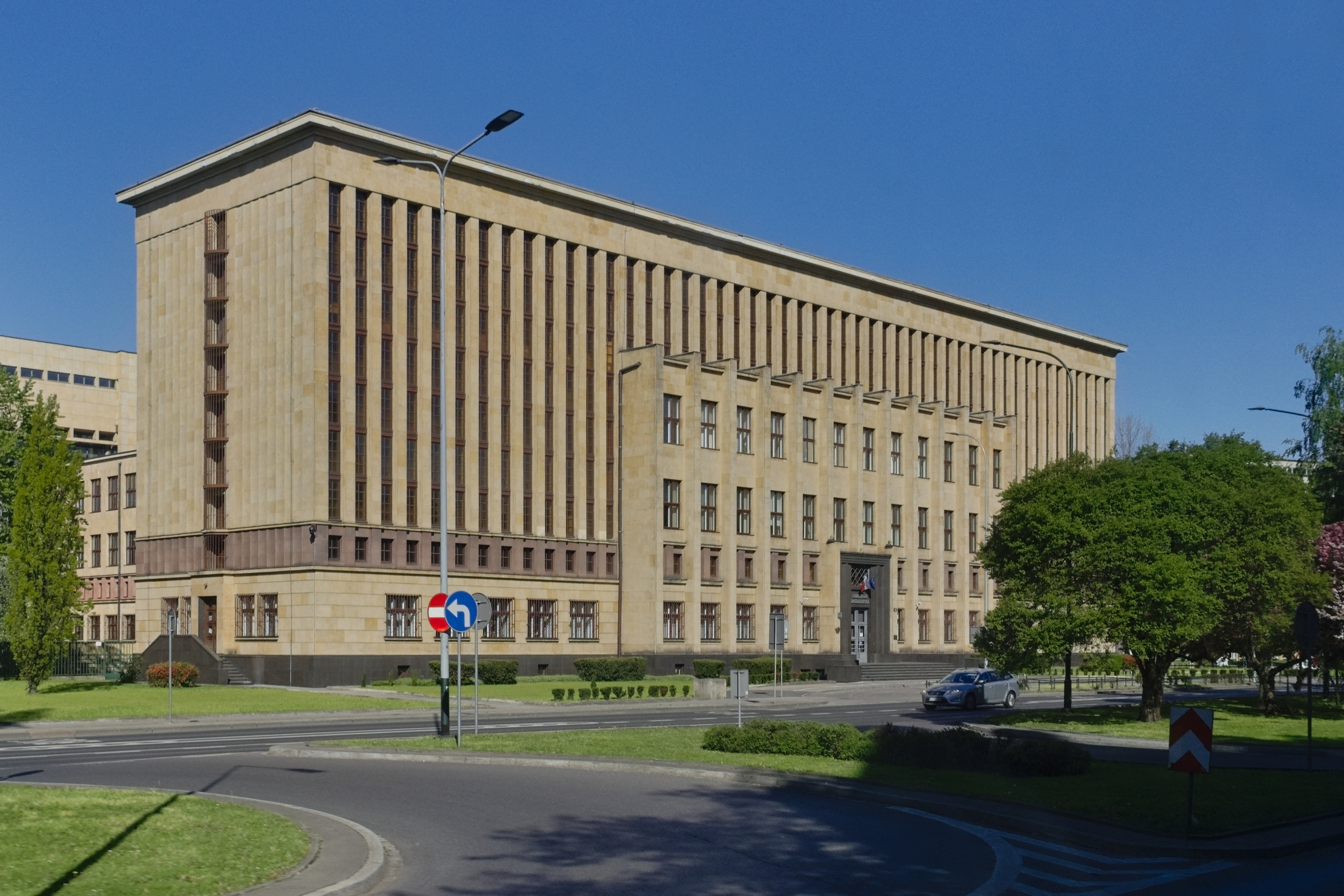
Biblioteka Jagiellońska w Krakowie – miejsce przechowywania rękopisu De revolutionibus

Zachowana forma autografu De revolutionibus stanowi pewien etap prac nad tym dziełem. Jest to etap najbliższy ukończeniu i najbliższy śmierci Mikołaja Kopernika, która nastąpiła 24 maja 1543.
Zachowany egzemplarz autografu De revolutionibus z pewnością nie służył do celów wydawniczych ani w Wittenberdze w 1542, ani w Norymberdze w 1543 podczas druku pierwszego wydania, ani też w Bazylei, podczas druku drugiego wydania. Przemawia za tym czystość rękopisu, brak śladów, jakie towarzyszyły ówczesnej pracy drukarskiej, plam, zaznaczeń. Nie tylko wygląd rękopisu świadczy o tym, iż nie był to egzemplarz używany w procesie druku, lecz także zestawienia błędów drukarskich dołączone do wydanych egzemplarzy i powołujące się na konfrontację z rękopisem, które zawierają słowa niewystępujące w oryginalnym autografie.
| Lp. | Właściciel                                                | Miejsce przechowywania                        | Okres posiadania                   |
| --- | --------------------------------------------------------- | --------------------------------------------- | ---------------------------------- |
| 1   | Mikołaj Kopernik (ur. 1473, zm. 1543)                     | Frombork                                      | do śmierci w 1543                  |
| 2   | Tiedemann Giese (ur. 1480, zm. 1550)                      | Warmia                                        | od 1543 do ok. 1545/1550           |
| 3   | Jerzy Joachim Retyk (ur. 1514, zm. 1574)                  | Lipsk, Kraków, Koszyce                        | do ok. 1545/1550 do śmierci w 1574 |
| 4   | Walentyn Otho (ur. ok. 1545, zm. ok. 1603)                | Koszyce, Heidelberg                           | od 1574 do śmierci w 1603          |
| 5   | Jakub Christmann (ur. 1554, zm. 1613) i wdowa po nim      | Heidelberg                                    | od 1603 do 1613                    |
| 6   | Jan Ámos Komenský (ur. 1592, zm. 1670)                    | miejscowości nieznane                         | od 1613 do ok. 1665                |
| 7   | Otto von Nostitz (ur. 1608, zm. 1655) i jego spadkobiercy | Jawor, Praga, Luboradz, miejscowości nieznane | przed 1665 do 1945                 |
| 8   | Biblioteka Muzeum Narodowego                              | Praga                                         | od 1945 do 1965                    |
| 9   | Uniwersytet Jagielloński                                  | Kraków                                        | od 1965                            |

### Okres od śmierci Kopernika do 1600 roku
Po śmierci Kopernika jego papiery i książki przejął bliski przyjaciel Kopernika Tiedemann Giese – biskup chełmiński, a następnie od 1548 biskup warmiński. Giese zmarł 23 października 1550 i jego biblioteka na mocy testamentu została przekazana kapitule warmińskiej.
Autograf De revolutionibus nie trafił jednak do biblioteki kapitulnej, wcześniej bowiem, jeszcze za życia Tiedemanna Giesego autograf trafił do rąk Jerzego Joachima Retyka (używającego też nazwiska von Lauchen). Mogło to mieć miejsce najwcześniej w 1545, a najpóźniej w 1550.
Retyk w rzeczywistości dysponował treścią autografu w postaci jego odpisu już wcześniej, gdy w 1540 wydawał w Gdańsku pierwszą wiadomość o dziele Kopernika zawartą w Narratio prima. Retyk posługiwał się również kopią autografu De revolutionibus, gdy w 1542 wydawał w Wittenberdze De lateribus et angulis triangulorum stanowiące przez jakiś czas w zamierzeniu Kopernika II księgę jego dzieła.
Moment obdarowania Jerzego Joachima Retyka autografem De revolutionibus pozostaje nieznany. Pewne jest jedynie to, że pozostały zbiór kopernikanów będących w dyspozycji Tidemana Giesego trafił do biblioteki kapituły warmińskiej.
Jerzy Joachim Retyk bez wątpienia odegrał główną rolę w rozpowszechnieniu myśli i dzieła Kopernika i to pod jego wpływem Kopernik zgodził się wydać drukiem swój autograf, pomógł w sporządzeniu odpisu, samego autografu za życia jednak Retykowi nie przekazał.
W 1551 Retyk musiał pilnie uchodzić z Lipska i zaniechać dalszej kariery na uniwersytecie i ostatecznie w 1554 znalazł się w Krakowie. Po roku 1569 do Retyka przybył Walentyn Otho, uczeń Jana Praetoriusa i został współpracownikiem Retyka. W tym czasie autograf De revolutionibus znajdował się w Krakowie, razem z Retykiem.
Na krótko przed śmiercią Jerzy Joachim Retyk wyjechał z Krakowa do Koszyc, gdzie przebywał w gościnie u wojewody sieradzkiego Albrechta Łaskiego i magnata węgierskiego Jana Rübera.
W związku z pobytem Retyka w Koszycach Walentyn Otho przewiózł mu tam pozostawiony w Krakowie rękopis De revolutionibus. Nastąpiło to 28 listopada 1574. Kilka dni później, 4 grudnia 1574 Jerzy Joachim Retyk umarł, a Walentyn Otho został jego spadkobiercą i kolejnym właścicielem rękopisu.
Otho niebawem opuścił Koszyce i udał się na poszukiwania nowego zajęcia. Na kalwińskim uniwersytecie w Heidelbergu otrzymał posadę profesora matematyki. Podczas jego pobytu rękopis De revolutionibus i inne papiery, które Walentyn Otho pozyskał po Retyku, przechowywane były w nieporządku i butwiały wśród stosów innych książek i papierów. Relację o tym przekazał współpracownik Othona, Bartolomeus Pitiscus w przedmowie do swojego dzieła Thesaurus Mathematicus.

### Lata 1600–1945
Gdy zmarł Walentyn Otho, jego zbiory przejął profesor orientalista Jakub Christmann, który na karcie b zapisał przypisywaną mu notatkę ad usum studii mathematici procurauit datowaną na 16 grudnia 1603. Prawdopodobne jest, że Christmann nie włączył rękopisu do biblioteki uniwersyteckiej, ale oddał do osobistego użytku zajmującemu wówczas katedrę matematyki Simonowi Petiscusowi. Petiscus umarł w 1608 i wtedy rękopis najpewniej wrócił do rąk Christmana. Bez wątpienia Christman dysponował manuskryptem w momencie swojej śmierci 16 czerwca 1613, a wdowa, która przejęła dysponowanie rękopisem, sprzedała go 17 stycznia 1614 Janowi Komeńskiemu.
Komeński nabył rękopis przeszło pół roku po swoim wpisie na uniwersytet w Heidelbergu (który nastąpił 19 czerwca 1613). Transakcja kupna została zrealizowana po niewymienionej "godziwej cenie" wypłaconej wdowie po Christmannie. Informację o tym zanotował Komeński na karcie b verso rękopisu, podpisując się jako Johannes Amos Nivanus (od miejsca swojego urodzenia – Nivic na Morawach). Biografia Komeńskiego jest znana i wiadomo, że przebywał on kilkukrotnie w Polsce (Leszno 1626–1641, Elbląg 1642–1648, ponownie Leszno 1648–1656) nie wiadomo natomiast, czy podczas któregokolwiek pobytu miał ze sobą rękopis De revolutionibus. Nieznany jest także moment, w którym Komeński utracił autograf Kopernika.
Kolejnym właścicielem autografu De revolutionibus był Otto von Nostitz. Autograf jest wzmiankowany w dokumencie inwentaryzacyjnym Biblioteki Nostitzów pod sygnaturą MS e 21 (karta 360 verso) zapisem z 5 października 1667. Jest to data późniejsza od chwili, w której właścicielem został von Nostitz, gdyż tenże nie żył już w momencie dokonania wpisu, natomiast pozostawił swój podpis na karcie ochronnej c autografu De revolutionibus. Rękopis był wtedy przechowywany na zamku w Jaworze.
Autograf wraz z Biblioteką Nostitzów wszedł w okresie późniejszym w skład majątku stworzonej przez nich ordynacji i został przeniesiony do pałacu Nostitzów w Pradze. Autograf pozostawał własnością Nostitzów przez blisko 300 lat i był kilkukrotnie wymieniany w inwentarzach tej biblioteki w XVII i XVIII wieku.

### 1945 – współczesność
W 1945 praskie zbiory Nostitzów, a wraz z nimi autograf De revolutionibus, zostały upaństwowione. 11 lat po tym wydarzeniu, 5 lipca 1956 rząd Czechosłowacji ofiarował bezcenny zabytek w darze narodowi polskiemu. 
25 października 1956 autograf De revolutionibus autorstwa Mikołaja Kopernika został przekazany Uniwersytetowi Jagiellońskiemu w Krakowie i od tego momentu przechowywany jest w zbiorach specjalnych Biblioteki Jagiellońskiej.
Owen Gingerich, który badał prawie wszystkie egzemplarze pierwszego i drugiego wydania De revolutionibus z 1543 z Norymbergi i z 1566 z Bazylei, a autograf w Krakowie oglądał około 1976 roku, stwierdza w swojej książce, że ów bezcenny skarb został wypożyczony Polsce przez Czechosłowację, a Polacy po prostu zatrzymali go i złożyli w Bibliotece Jagiellońskiej w Alma Mater Kopernika. Ponieważ nie było w zwyczaju, aby jeden kraj komunistyczny zbyt gwałtownie protestował przeciw postępowaniu bratniego narodu, cenny rękopis pozostał w Polsce.
Opinia powyższa nie znajduje jednak potwierdzenia w stanie faktycznym rzeczy i stoi w sprzeczności nawet z ustaleniami w tym zakresie dokonanymi i przekazywanymi przez UNESCO

## Przechowywanie autografu w czasach współczesnych
Autograf De revolutionibus przechowywany jest w strzeżonym, ogniotrwałym skarbcu, w specjalnie do tego celu przygotowanym pomieszczeniu Biblioteki Jagiellońskiej, w którym utrzymywana jest stała temperatura i wilgotność.
Ochrona obiektów ze zbiorów specjalnych jest jednym z najważniejszych statutowych zobowiązań Uniwersytetu i Biblioteki Jagiellońskiej. Bezpośredni dostęp do autografu De revolutionibus dozwolony jest wyłącznie w celach naukowych i związanych z edycjami. 
Dostęp do tego obiektu jest ściśle strzeżony i ograniczony. Zgodnie z regulaminem dostępu do zbiorów specjalnych, korzystać z nich mogą samodzielni pracownicy naukowi i osoby ze stopniem naukowym doktora, doktoranci, adiunkci i asystenci ze stopniem magistra – po przedłożeniu pisma polecającego od promotora lub opiekuna naukowego, studenci przygotowujący prace magisterskie – po przedłożeniu pisma polecającego od promotora oraz pracownicy instytucji naukowych, kulturalnych lub wydawnictw – po przedłożeniu pisma polecającego lub zaświadczenia informującego o temacie i celu badań. 
Osoby spoza powyższych grup mogą korzystać ze zbiorów specjalnych jedynie za zgodą kierownika oddziału rękopisów.
Ze względu na swoją unikatową wartość i konieczność ochrony przed czynnikami zewnętrznymi autograf De revolutionibus na wystawach publicznych okazywany jest sporadycznie. Po raz ostatni miało to miejsce w roku 2012 podczas 6ECM (6 Europejski Kongres Matematyki), a poprzednio w roku 2005 podczas Małopolskich Dni Dziedzictwa Kulturowego. 
Autograf De revolutionibus jako jeden z najcenniejszych skarbów podczas ostatniej wystawy eksponowany był tylko chwilowo, po czym – z powodów bezpieczeństwa i względów konserwatorskich – został zastąpiony wydaniem faksymiliów.

## Wydania faksymile

### 1944 – Monachium
Faksymile zostało wykonane techniką światłodrukową, jednobarwną. Wydanie to nie oddaje wszystkich szczegółów oryginału i zostało ocenione jako nieprzedstawiające większych walorów estetycznych.
Pełna informacja bibliograficzna o wydaniu: Nikolaus Kopernikus, Gesamtausgabe, t. 1: Opus de revolutionibus caelestibus manu propria. Faksimile-Wiedergabe, München, Berlin 1944. Wstęp: Fritz Kubach, posłowie: Karl Zeller.

### 1972 – Kraków
Tom I wydania Dzieł wszystkich Mikołaja Kopernika wydany także w językach obcych (ang. 1972, łac. 1973, franc. 1973, ros. 1973) zawierający obrazy wszystkich stron autografu wydane na papierze offsetowym III klasy. Pozycja jest opatrzona wstępem Jerzego Zatheya. Wydawnictwo zostało zainicjowane z okazji pięćsetnej rocznicy urodzin Mikołaja Kopernika przypadającej w 1973.

### 1974 – Hildesheim
Wydanie De revolutionibus: mit einem Vorwort zur Gesamtausgabe und einem Vorbericht über das Manuskript – tom pierwszy zawierający faksymile autografu.

### 1976 – Kraków
Reprodukcja została wykonana w technice offsetowej, przy zastosowaniu rastra kontaktowego o dużej rozpiętości gęstości optycznych, gwarantujących pełną zgodność tonalną faksymile tła z oryginałem. Użyty raster kontaktowy pozwolił na zachowanie odcieni pisma od brązu do czerni oraz wierne odwzorowanie nawet małych punktów, plamek i zniekształceń.
Druk został wykonany na papierze offsetowym o gramaturze 120 i odcieniach dostosowanych do odcieni czterech rodzajów papieru zastosowanego w rękopisie. Wymiary stron są wierne oryginałowi i przycięte zgodnie z pierwowzorem.
Zgodność reprodukcji z oryginałem jest następująca:
- faktura tła – 95%
- odcienie tła – 90%
- faktura pisma o obniżonej czerni – 85%
- faktura pisma czarnego – 95%
- odcień i faktura pisma czerwonego – 95%

Ta wersja faksymile wygląda tak autentycznie, że niektórzy ludzie podczas jej oglądania uznają ją za oryginał. Owen Gingerich wspomina w swojej książce o pewnym księgarzu z Chicago, który darował faksymile Planetarium Adlera i chciał odliczyć wartość darowizny od podatku. Będąc przekonanym, że darowuje oryginalny autograf Kopernika poprosił Gingericha o jego wycenę.

### 1996 – elektroniczne Neurosoft
Wydawnictwo określane jako "cyfrowy reprint" autografu. Wydawnictwo składa się z płyty CD-ROM zawierającej obrazy wszystkich stron manuskryptu. Zawiera także artykuł Mariana Zwiercana pt. Dzieje autografu De revolutionibus Mikołaja Kopernika.

### AutografDe revolutionibusw internecie
Obrazy wszystkich kart autografu Mikołaja Kopernika De revolutionibus dostępne są w zbiorach online Biblioteki Jagiellońskiej.

## Autograf na liściePamięć Świata
Manuskrypt De revolutionibus własnoręcznego autorstwa Mikołaja Kopernika od roku 1999 wpisany jest na listę UNESCO Pamięć Świata (ang. Memory of the World), jako jeden z dwunastu polskich obiektów znajdujących się na tej liście i trzystu ogólnie na liście tej zapisanych. 
Przy wpisie podkreślono, że De revolutionibus jest jednym z największych osiągnięć pojedynczego człowieka, które ukształtowało nowe czasy i wpłynęło na rozwój cywilizacji i kultury.

### Opracowania
- Briquet Ch.M., Les Filigranes, Paris 1907.
- Czartoryski P. (pod red.), Rękopis dzieła Mikołaja Kopernika. O obrotach: facsimile, Państwowe Wydawnictwo Naukowe, seria: Dzieła wszystkie/Mikołaj Kopernik; 1, Kraków 1972.
- Gingerich O., Włodarczyk J. (przekład), Książka, której nikt nie przeczytał, Amber, Warszawa 2004, ISBN 83-241-1783-0.
- Hart M.H., 100 postaci, które miały największy wpływ na dzieje ludzkości, Świat Książki, Warszawa 1996, ISBN 83-7129-028-4.

### Opracowania online
- Biblioteka Narodowa, Katalog Biblioteki Narodowej (pol), [dostęp 2009-05-14].
- Blik K., Okazja raz na wiele lat... Skarby Jagiellonki na wystawie (pol), [w]: Gazeta.pl, [dostęp 2009-05-02].
- Briquet Ch.M., Briquet Online – katalog online (fr) [dostęp 2009-04-28].
- Kozłowska A.Z., Pamięć Polski/ Memory of Poland/ Mémoire de la Pologne – opis autografu De revolutionibus (pol), [dostęp 2009-04-26].
- Polski Komitet ds. UNESCO, Pamięć Świata (pol), [dostęp 2009-04-27].
- Staatsbibliothek zu Berlin – Preußische Staatsbibliothek, Katalog Staatsbibliothek zu Berlin (de), [dostęp 2009-05-14].
- UNESCO-CI, Nicolaus Copernicus treatise De revolutionibus libri sex, ca. 1520 (en), [dostęp 2009-04-27].